# 隆中對

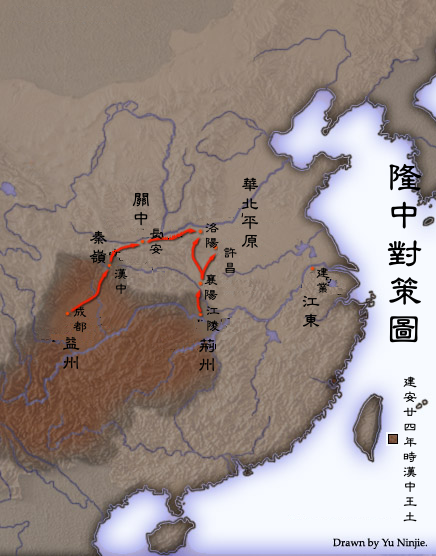
隆中對策圖

《隆中對》，是指東漢末年諸葛亮與劉備初次會面的談話內容，又稱為《隆中三策》、《草廬對》，是刘备集团日后行动的战略方针，为刘备集团三分天下指明了方向。 

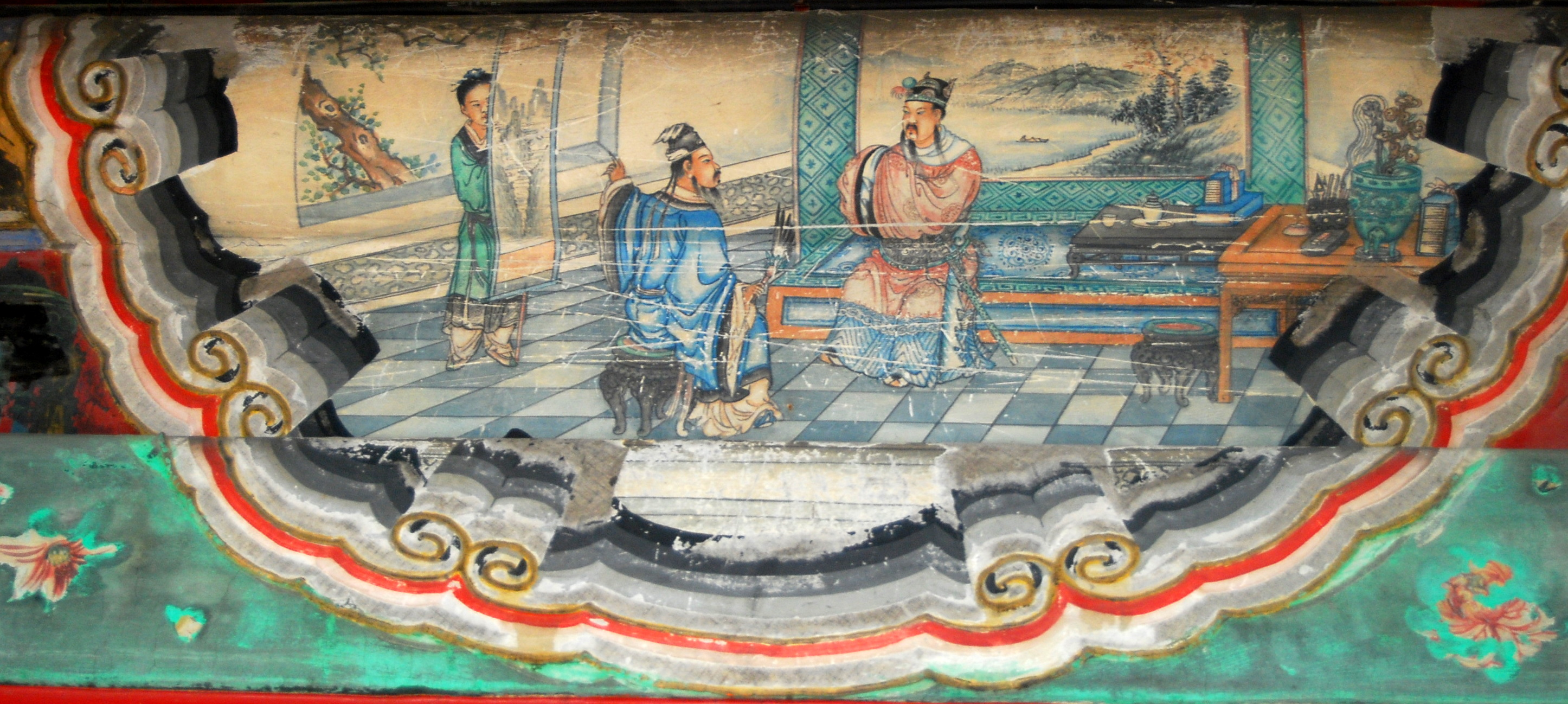
根据《三国演义》中隆中对情节绘制的颐和园长廊彩绘

東漢末年，群雄割據，軍閥混戰，國家分裂。劉備勢單力薄，力圖復興漢室，無力與曹操、孫權抗衡。根據《三國志》，建安十二年（207年）冬，徐庶受駐軍於新野的劉備器重，推薦劉備尋訪「臥龍」諸葛孔明，劉備「凡三往，乃見」，前兩次到隆中（今襄陽市古隆中或南陽市臥龍崗）拜訪諸葛亮都沒見到，第三次終於得見。《隆中對》中，諸葛亮為劉備分析了天下形勢，因荊、益二主皆弱，構想戰略計策，先取荊州為家，再取益州成鼎足之勢，結好孫權以為援，繼而待天下有變圖取中原，成霸業，興漢室。劉備聽完表示「善」。三顧茅廬之後，諸葛亮出山成為劉備的軍師，劉備集團與蜀漢建國之後種種戰略皆基於此。

## 發生時間
《三國志》記載《前出師表》有言「爾來二十有一年矣」。裴松之據此認為：「劉備以建安十三年敗，遣亮使吳，亮以建興五年抗表北伐，自傾覆至此整二十年。然則備始與亮相遇，在敗軍之前一年時也。」《後漢紀》及《資治通鑒》亦記三顧茅廬在建安十二年冬，即西元207年末。

## 後世評論
崔浩論說：「委棄荊州，退據巴蜀……此策之下者也。」
蘇洵稱：「棄荊州而取西蜀，吾知其無能為也。」
田余慶在《<隆中對>再認識》指出：「後人評論諸葛亮及其《隆中對》，由於種種原因，往往出現溢美和回護之詞。《隆中對》中睿智的判斷，有時被賦予先驗的色彩；瑜中之瑕，甚至也被認為是美玉的本色。」
朱大渭认为《隆中對》忽視了「荊州在揚州上游，關係吳國的安顧，孫權對荊州是勢所必爭的，否則便不能有吳國」，認為「《隆中對》所言的自秦川、宛、洛北伐，若不是書生議政，紙上談兵，就只能是以退為進，虛張聲勢」。
毛泽东评论说“其误始于隆中对，千里之遥而二分兵力。”

## 地點爭議
《漢晉春秋》曰：亮家於南陽之鄧縣，在襄陽城西二十里，號曰隆中。《隆中对》的发生地自清代开始存在争议，河南省南阳市的卧龙岗和湖北省襄樊市（已改名为襄阳市）的古隆中都声称是诸葛亮躬耕之地。《隆中对》在2003年被重新选入中国大陆中学课本，文章中有“隆中，山名，在现在的湖北襄樊”的注释，这引起南阳方面的不满。有人认为《隆中对》能再次进入历史课本，襄樊市政府私下做了很多秘密工作，河南省南阳市教育界认为，教科书的编写应该以历史为根据，不能受到地方势力的影响，他们对襄樊市的小动作表示遗憾。

## 相似的國策
孫吳初平三年（192年）張紘對孫策提出的江都對；以及建安五年（200年），魯肅對孫權提出的榻上策較為相似。